# Sphaenorhynchus prasinus
Sphaenorhynchus prasinus é uma espécie de anfíbio da família Hylidae. Endêmica do Brasil, pode ser encontrada nos estados de Minas Gerais, Bahia, Alagoas e Pernambuco.